# Franciszek Rajkowski
Franciszek Rajkowski (ur. 4 stycznia 1848 w Jarlutach Wielkich pod Ciechanowem, zm. 15 października 1908 w Ciechanowie) – lekarz i społecznik ciechanowski.

## Życiorys
Przyszedł na świat w rodzinie chłopskiej jako syn Ignacego i Joanny z Winkowskich. Pierwsze nauki pobierał w domu rodzinnym, następnie w szkółce organisty w Lekowie. Ucżęszczał następnie do szkoły powiatowej w Mławie, gdzie jego kolegami z ławy szkolnej byli m.in. Władysław Smoleński z Grabienic, późniejszy historyk i Wojciech Piechowski, malarz z Nosarzewa Borowego. W 1866 r. uzyskał maturę w III gimnazjum rosyjskim w Warszawie. W czasie studiów na Wydziale Lekarskim Szkoły Głównej Warszawskiej pozostawał pod wpływem profesora Tytusa Chałubińskiego, który przyjął go jako asystenta przy swojej katedrze. Po ukończeniu studiów w 1871 r. otrzymał stypendium i kształcił się w Wiedniu.
Po 1872 r. osiadł w Ciechanowie, by nieść pomoc lekarską ubogiej ludności i szerzyć oświatę sanitarną. Wpływ na tę decyzję miał doktor Maksymilian Majewski, który podczas studiów wspierał go finansowo. Rajkowski pracował z wielkim poświęceniem, nie przywiązywał wagi do stanu swojego zdrowia, pory dnia czy pogody, a jego pacjentami byli często mieszkańcy tak odległych miejscowości jak Nowy Dwór, Płońsk, Mława, Przasnysz, Różan, Krasnosielc, Kuczbork i inne.
Stale doskonalił swoją wiedzę. Wygłaszał odczyty popularnonaukowe, w których wskazywał na metody zapobiegania chorobom, propagował zakazaną literaturę polityczną. Prenumerował kilkanaście tytułów prasowych, w tym wszystkie krajowe i niektóre zagraniczne czasopisma medyczne. Był współzałożycielem i akcjonariuszem Medycyny. Wiele publikował. Aktywnie uczestniczył niemal we wszystkich ważniejszych zjazdach lekarskich w kraju i za granicą.
Podczas wojny rosyjsko-tureckiej pełnił funkcję naczelnego lekarza w garnizonie sewastopolskim, potem w Odessie. Po powrocie do Ciechanowa kontynuował swą misję. W 1888 r. ogłosił Poradnik Lekarski liczący 128 stron. W 1894 r. zaangażował się w zwalczanie epidemii cholery na terenie powiatu ciechanowskiego.
Franciszek Rajkowski zainicjwał wiele przedsięwzięć na niwie społeczno-gospodarczej i kulturalnej Ciechanowa. Był założycielem i udziałowcem Spółki Akcyjnej Fabryki Cukru, która powstała na terenie jego majątku w Szczurzynie. Odegrał znaczącą rolę w powstaniu (1882) i funkcjonowaniu Ciechanowskiej Straży Ogniowej. Był pierwszym prezesem Towarzystwa Wzajemnego Kredytu, przyczynił się do powstania szkoły rolniczej w Sokołówku. Z osobą Rajkowskiego wiąże się też powstanie w Ciechanowie Oddziału Towarzystwa Kultury Polskiej i Domu Ludowego (1907), na którego siedzibę przeznaczył połowę swojego domu. Rajkowski objął również mecenat nad młodymi utalentowanymi artystami Bolesławem Biegasem i Henrykiem Kuną.
W 1882 r. poślubił Jadwigę Dorotę Dmowską z Głowina. Miał z nią pięcioro dzieci: córki – Reginę (z męża Zienkiewicz), Jadwigę (żonę Jana Konopnickiego, syna Marii), Anielę (z męża Smoleńską) oraz synów Aleksandra i Władysława. Rajkowski pochowany został w Ciechanowie, na cmentarzu przy ul. Płońskiej. Jego imię nosi ulica w Ciechanowie, a także nagroda przyznawana od 1981 r. corocznie przez Towarzystwo Miłośników Ziemi Ciechanowskiej najbardziej zasłużonym ciechanowianom.